# Trelleborg AB
La Trelleborg AB è un'azienda svedese attiva nell'ingegneria dei polimeri, con sede a Trelleborg con 16.701 dipendenti (2022). È quotata in borsa dal 1964, e attualmente (2022) è presente al Nasdaq di Stoccolma. Attiva in 40 paesi nei settori delle guarnizioni, degli ammortizzatori e degli pneumatici. 

## Storia

Trelleborg TM 900 710-75 R 42

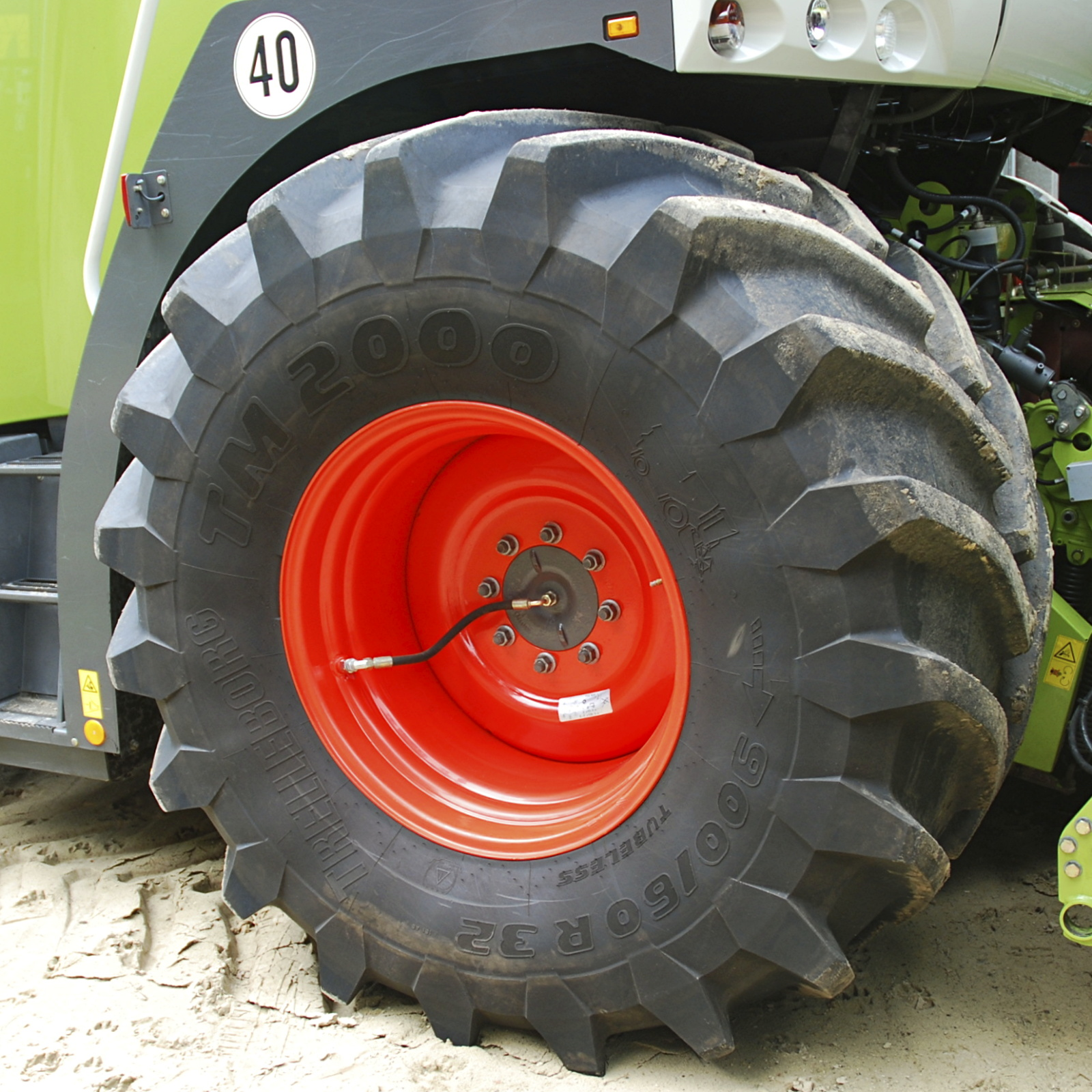
Lo pneumatico Trelleborg TM 2000 su una mietitrebbia (con CTIS)

Fondata nel 1905 come Trelleborgs Gummifabriks AB da Henry Dunker e Johan Kock, già attivi nell'industria della gomma, inizialmente aveva 150 dipendenti, che producevano pneumatici per biciclette. Durante la prima guerra mondiale le forze armate svedesi fecero ordini per i veicoli.
Dalla metà degli anni trenta, i dipendenti divennero 1.000. Negli anni cinquanta, il 4% del fatturato era export; nel 1970, divenne il 40%. Nel 1964, la Trelleborgs Gummifabriks AB era stata quotata in borsa. L'attuale nome fu registrato nel 1977. Tra il 1983 e il 1991, l'azienda divenne una multinazionale conglomerata, nei metalli e negli scavi minerari. Più tardi ritornò verso la gomma. Nel 1999, si ebbe una maggior specializzazione sui prodotti industriali. Nel 2003, si aggiunsero le guarnizioni. Nel 2009 la Commissione europea ha multato diversi produttori di condotte marine, tra i quali Trelleborg AB, "...per la partecipazione al cartello per tubi marini tra il 1986 e il 2007 in violazione delle leggi anticartello e le pratiche restrittive del trattato EC (Articolo 81) e dell'accordo EEA  (Articolo 53)." A metà 2012, Trelleborg e Freudenberg Gruppe formano una joint venture nel settore degli antivibranti, la TrelleborgVibracoustic. In estate 2016, Trelleborg ha ceduto tutte le sue azioni a Freudenberg e, quindi, ha concluso il viaggi antivibrate automobilistico.

## Critiche
Il gruppo Trelleborg è stato criticato per le sue attività in Russia a seguito dell'invasione dell'Ucraina nel 2022. L'azienda aveva inizialmente promesso di sospendere le consegne e le vendite in Russia. Tuttavia, secondo i rapporti, le vendite sono continuate fino a febbraio 2023, contraddicendo il loro impegno precedente.

## Mercato
La Trelleborg AB nel 2011 (Rubber & Plastics News) è stata il terzo produttore al mondo di prodotti in gomma.
| Vendite | Azienda                      | Nazione     |
| ------- | ---------------------------- | ----------- |
| 1       | Continental AG               | Germania    |
| 2       | Hutchinson SA                | Francia     |
| 3       | Trelleborg AB                | Svezia      |
| 4       | Freudenberg Gruppe           | Germania    |
| 5       | Bridgestone Corp             | Giappone    |
| 6       | NOK Inc.                     | Giappone    |
| 7       | Tokai Rubber Industries Ltd. | Giappone    |
| 8       | Pinafore Holdings B.V.       | Regno Unito |
| 9       | Cooper-Standard Automotive   | Stati Uniti |
| 10      | Parker Hannifin Corp.        | Stati Uniti |

Vendite nette 2021:
| Regione              | % vendite |
| -------------------- | --------- |
| Europa               | 46        |
| Nord e sud America   | 33        |
|                      |           |
| Asia e altri mercati | 21        |

## Proprietà
I dieci azionisti maggiori di Trelleborg AB, al 31 dicembre 2018:
| N° | Azionista                                | %     | % di voto |
| -- | ---------------------------------------- | ----- | --------- |
| 1  | Henry Dunker Donation Fund & Foundations | 10.66 | 54.10     |
| 2  | Capital Group                            | 4.34  | 2.23      |
| 3  | Vanguard                                 | 3.17  | 1.63      |
| 4  | Allianz Global Investors                 | 3.02  | 1.55      |
| 5  | Lannebo Fonder                           | 2.92  | 1.50      |
| 6  | Handelsbanken Fonder                     | 2.79  | 1.43      |
| 7  | Swedbank Robur Fonder                    | 2.40  | 1.23      |
| 8  | Tweedy, Brown Company LLC                | 1.79  | 0.92      |
| 9  | Norges Bank                              | 1.78  | 9.91      |
| 10 | Folksam                                  | 1.69  | 0.87      |

## Governo
| Periodo                           | Presidente          |
| --------------------------------- | ------------------- |
| 24 agosto 1905 - 18 dicembre 1909 | Gustaf Lagergren    |
| 19 dicembre 1909 – 1º maggio 1945 | Johan Kock          |
| 2 maggio 1945 - 3 maggio 1962     | Henry Dunker        |
| 17 maggio 1962 - 24 maggio 1965   | Lars Gunnar Ohlsson |
| 25 maggio 1965 – 25 maggio 1970   | Hadar Hallström     |
| 26 maggio 1970 – 17 maggio 1976   | Lars Gunnar Ohlsson |
| 18 maggio 1976 - 30 maggio 1985   | Åke Ståhlbrandt     |
| 31 maggio 1985 – 30 maggio 1990   | Ernst Herslow       |
| 31 maggio 1990 – 23 aprile 2002   | Rune Andersson      |
| 24 aprile 2002 – 23 aprile 2013   | Anders Narvinger    |
| 24 aprile 2013 – 25 aprile 2018   | Sören Mellstig      |
| 26 aprile 2018 – 27 aprile 2023   | Hans Biörck         |
| 27 aprile 2023 -                  | Johan Malmquist     |

Dal 1º ottobre 2005, Peter Nilsson è il CEO di Trelleborg AB. La tabella seguente mostra i presidenti e i CEO in ordine cronologico.
| Periodo                             | Presidente e CEO        |
| ----------------------------------- | ----------------------- |
| 24 agosto 1905 - 17 maggio 1947     | Henry Dunker            |
| 1º settembre 1939 - 21 luglio 1949  | Hilding Ståhlbrandt     |
| 29 agosto 1949 - 17 maggio 1976     | Åke Ståhlbrandt         |
| 18 maggio 1976 – 30 aprile 1983     | Arne Lundqvist          |
| 1º maggio 1983 – 30 maggio 1990     | Rune Andersson          |
| 31 maggio 1990 - 26 gennaio 1999    | Kjell Nilsson           |
| 27 gennaio 1999 - 8 febbraio 1999   | Hans Porat (temporaneo) |
| 9 febbraio 1999 - 30 settembre 2005 | Fredrik Arp             |
| 1º ottobre 2005 - presente          | Peter Nilsson           |